# Josef Černý (pedagog, 1863)
Josef Černý (4. května 1863 Vinary – 19. prosince 1942 Praha) byl český pedagog a politik, za Rakouska-Uherska na počátku 20. století poslanec Říšské rady.

## Biografie
Profesí byl pedagogem v Novém Bydžově. Publikoval odborné studie a překládal díla Lva Nikolajeviče Tolstoje. Prosazoval reformu učitelského vzdělání. Byl zakladatelem časopisu Život, zaměřeného na spolupráci rodiny a školy. Redigoval listy Český učitel a Česká škola.
Počátkem 20. století se zapojil i do celostátní politiky. Ve volbách do Říšské rady roku 1901 získal mandát za všeobecnou kurii, obvod Jičín, Hořice, Nový Bydžov atd. Zvolen byl za Českou stranu národně sociální. K roku 1901 se profesně uvádí jako učitel. Výkon poslanecké funkce mu byl povolen s podmínkou, že si za sebe na učitelském postu obstará dočasnou náhradu.
V doplňovacích zemských volbách roku 1906 kandidoval i do Českého zemského sněmu v kurii měst, obvod Jičín, Nový Bydžov. Neuspěl ale a poslancem se stal Antonín Schauer.
Po vzniku republiky pracoval od roku 1919 jako úředník na ministerstvu školství a národní osvěty.